# Sauda (by)
Sauda er en by der er administrationscenter i Sauda kommune i Rogaland fylke i Norge. Sauda ligger omkring 1 og en halv times køretur med bil øst for Haugesund ved nordenden af Saudafjorden. Sauda fik bystatus i 1998, og byen har 4.272 indbyggere (2012), med Saudasjøen som hænger sammen med Sauda. De to elve Storelva (vandkraftreguleret) og Nordelva løber sammen og munder ud ved Øyra lige øst for centrum i byen. Selve byen ligger på de tre plateauer Øyra, Åbø og Brekke, hvor det nederste er mellem 1 og 10 moh. Store dele af havnen, og sydvest-delen af centrum er bygget på opfyldning i fjorden. Bådehavnen og Fylkesvei 520 som ligger ved vestsiden af fjorden er også bygget på fyld. Vest for centrum går bebyggelsen opover bakkekanterne ved Fløgstad. Nord for byen spreder bebyggelsen sig op i de to dale Åbødalen og Austerheimsdalen.

## Historie
Sauda var oprindelig (som mange norske byer) et gammelt bondesamfund, og byen voksede frem da industrialiseringen tog til i begyndelsen af 1900-tallet. Minedrift i 1800-tallet markereede en spæd start for Sauda som noget mere end et handelscenter for bønder, og havnen voksede i takt med skibsanløp. Før den tid handlede skovbrugere med skotter i middelalderen, og på grund af vandfaldene som ender i fjorden var det et lukrativt sted at drive møller for træforædling.
I 1915 startet det amerikanske selskabet Union Carbide Corp. arbejdede med at etablere et smelteværk ved centrum, og denne fabrikken førte både direkte og indirekte til en enorm udvikling i området. Sauda blev med et det sted mennesker både fra Rogaland og resten af landet flyttede til for at skaffe sig arbejde. Der var en tredobling af befolkningstallet på få år, og det toppede i 1960'erne. Nyere industri og flere kraftudbygningsprosjekter holdt liv i byen og sørgede for mere udvikling.